# Meziboří
Meziboří (deutsch Schönbach) ist eine Stadt im Ústecký kraj in Tschechien.

## Geografie

### Lage
Meziboří liegt an den steilen Südhängen des Erzgebirges zwischen Litvínov im Süden und dem höchsten Berg des Osterzgebirges, dem 955 m hohen Loučná (Wieselstein) im Norden.

### Stadtgliederung
Für die Stadt Meziboří sind keine Ortsteile ausgewiesen. Grundsiedlungseinheiten sind Horní Meziboří (Oberschönbach), Meziboří-Dolní Meziboří (Unterschönbach), Mezibořský les, Pod lesem und U školy. Das Gemeindegebiet bilden den Katastralbezirk Meziboří u Litvínova.

### Nachbarorte
|                | Český Jiřetín (Georgendorf)                 |             |
| Klíny (Göhren) | Kompassrose, die auf Nachbargemeinden zeigt | Lom (Bruch) |
|                | Litvínov (Oberleutensdorf)                  |             |

## Geschichte

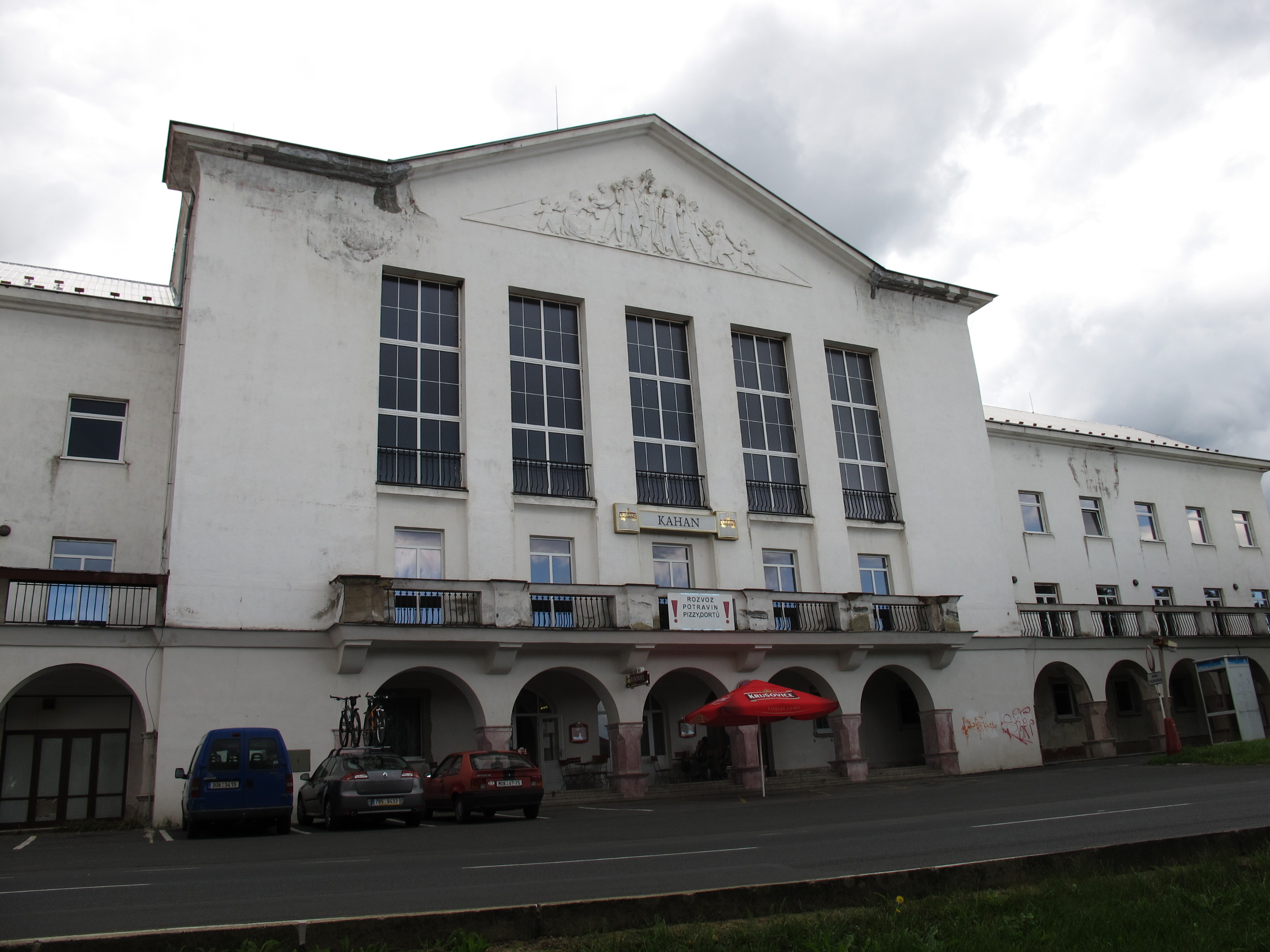
Kulturhaus

Die ersten Angaben stammen aus dem Jahr 1398. Schönbach gehörte damals zum Einzugsbereich der Herren von Riesenburg. 1653 wohnten hier drei Bauern und 17 Häusler, die Getreide anbauten, Dachschindeln, Holz und Holzkohle herstellten. 1891 wurden die ersten befestigten Wege nach Oberleutensdorf, Fleyh („Butterweg“), Langewiese (Steinweg), Georgenthal und nach Göhren (Schmugglerweg) gebaut. Diese Wege sind heute für Wanderer neu erschlossen worden.
Die deutschen Bewohner wurden 1945 enteignet und vertrieben. 1949 wurden dann Ausbildungseinrichtungen und Wohnhäuser für junge Familien gebaut. Die harten Lebensbedingungen im Berggebiet waren Ursache für das langsame Wachstum der Bevölkerung bis in die 1950er Jahre.
Im Jahr 1956 erhielt das Dorf Šenbach seinen heutigen Namen Meziboří. 1960 wurde der Ort zur Stadt ernannt. Heute gehört Meziboří zu einer der Städte Tschechiens mit dem niedrigsten Durchschnittsalter der Bevölkerung.
1995 wurde eine Gemeindepartnerschaft mit Sayda in Sachsen vereinbart.

## Entwicklung der Einwohnerzahl
| Jahr | Einwohnerzahl |
| ---- | ------------- |
| 1869 | 219           |
| 1880 | 232           |
| 1890 | 288           |
| 1900 | 304           |
| 1910 | 302           |

| Jahr | Einwohnerzahl |
| ---- | ------------- |
| 1921 | 298           |
| 1930 | 308           |
| 1950 | 235           |
| 1961 | 2904          |
| 1970 | 6210          |

| Jahr | Einwohnerzahl |
| ---- | ------------- |
| 1980 | 5588          |
| 1991 | 5158          |
| 2001 | 4969          |
| 2011 | 4703          |